# Обмен ключами
Обмен ключами (англ. key exchange, key establishment) между пользователями позволяет использовать криптографические алгоритмы.
Если отправитель и получатель желают обменяться зашифрованными сообщениями, каждый должен иметь соответствующее программное обеспечение для шифрования отсылаемых сообщений и расшифровки полученных.
Особенности необходимого программного обеспечения зависят от используемой технологии шифрования. Если они используют коды, оба должны иметь копии одной книги кодов. Если используется шифр, требуются подходящие ключи. Если шифр симметричный, обоим требуются копии одного и того же ключа. Если асимметричный, им требуются открытые ключи друг друга.
Проблема обмена ключами заключается в том, что обмен ключами или другой информацией следует проводить так, чтобы никто другой не мог получить копию. Как правило, это требует доверенного посыльного или иного безопасного канала.